# بیورن‌هولت، گرونستاد و هسته‌بککن
بیورن‌هولت (به سوئدی: Björnhult, Grönestad and Hästebäcken) یک منطقهٔ مسکونی در سوئد است که در بخش هابو شهرستان یونشوپینگ قرار دارد. بیورن‌هولت ۱۰۶ نفر جمعیت دارد.